# Långhornsbi
Långhornsbi (Eucera longicornis) är ett solitärt bi som tillhör familjen långtungebin.

## Beskrivning
Biet är en stor och kraftigt byggd insekt med en kroppslängd på 12 till 15 millimeter. Ansiktet, clypeus och överläppen är gula hos hanen, svarta hos honan. Hanen har karakteristiska, mycket långa antenner, men honornas är kortare. Mellankroppen har tät, rödbrun behåring, medan bakkroppen är randig. Hos hanen är de två första tergiterna gråbruna till rödbruna, medan den resterande delen av bakkroppen är svart. Honans bakkropp är mörk och förhållandevis hårlös, men tergit 3 till 5 har breda, täta, vita hårband i bakkanterna. Hennes bakre skenben och början av fötterna har också tät, vit behåring.

## Utbredning
Långhornsbiet förekommer i hela Europa, utom längst i norr, samt vidare österut i Kina och Centralasien som östra Ryssland och Kazakstan.
I Sverige finns arten från Skåne, över Öland och Gotland till Dalarna och längs Norrlandskusten till Ångermanland. I Finland förekommer biet från Åland i sydväst, upp till Norra Karelen i öster, med enstaka fynd längre norrut. Arten är klassificerad som livskraftig (LC) i både Sverige och Finland.

## Ekologi
Habitatet utgörs av gräsmarker som kustängar, fuktängar och undantagsvis hedar, samt skogsbryn och lövskogsgläntor. Från maj till juli samlar långhornsbiet in pollen, och då huvudsakligen från ärtväxter som häckvicker, getväppling, gulvial, rödklöver och gökärt. Arten är mindre specialiserad beträffande nektar, som kan hämtas från korgblommiga växter, nejlikväxter, rosväxter, kransblommiga växter, strävbladiga växter, orkidéer, ljungväxter, korsblommiga växter och liljeväxter.
Bona grävs helst ut i lös sandjord med glest växttäcke, gärna sluttningar med södersol. Det är vanligt att flera honor anlägger sina bon i närheten av varandra. De kan parasiteras av storgökbi, som lägger ägg i långhornsbiets bon, ett i varje larvcell. Den resulterade larven lever sedan på den insamlade näringen, efter det att den har dödat värdägget eller -larven. Varken i Sverige eller Finland finns emellertid längre storgökbi.